# Марш корпусу Йорка
Марш № 1 для військового оркестру фа мажор — популярний прусський марш Людвіга ван Бетховена.

## Історія
У період з 1809 по 1810-й роки Бетховен написав два марші для духового оркестру. Марш № 1 відомий як «Марш для ландверу Імператора» (нім. Marsch für die Böhmische Landwehr) став першим з них. Обидва твори відносились до маршів супроводжуючих військовий церемоніал «Вечірньої зорі». В 1822–23 роках після додачі ще одної написаної композитором мелодії їх зв'язка утворила тріо.
Презентація композиції відбулась 25 серпня 1810 року на турнірі в честь дня народження імператриці Марії Людовіки, що відбувся в Лаксенбурзі. Згодом, пост фактум, марш було присвячено герою Наполеонівських війн Людвігу Йорку. Вперше марші № 1 та № 2 були надруковані 1888 року в Лейпцигу виданням «Breitkopf & Härtel» під назвою «Zwei Märsche für Militärmusik».
Марш «Корпусу Йорка» був офіційним парадним супроводом 1-го гвардійського полку «в походах» (нім. «in Zügen») та найпопулярнішим маршем ЗС НДР. За часів об'єднанної Німеччини став частиною традиційної військової музики Бундесверу, зокрема церемонії Großer Zapfenstreich.

## У поп-культурі
- Марш лунає у 7 серії серіалу «1864» під час початку атаки підрозділами армії Пруссії данців.